# Witteboordencriminaliteit
Witteboordencriminaliteit is een vorm van criminaliteit gepleegd door een persoon met een hoge sociale status. Witteboordencriminaliteit verwijst naar de witte boorden van de plegers, die immers vanwege de veronderstelde hoge sociale status meestal worden geacht een wit of licht overhemd te dragen. De term heeft meestal geen juridische betekenis. 

## Definitie
Er bestaan verschillende definities van witteboordencriminaliteit. 
De FBI hanteert de volgende definitie: 'strafbare feiten gekarakteriseerd door bedrog, verduistering of schending van vertrouwen, die niet afhankelijk zijn van bedreiging of het gebruik van geweld.' Deze definitie gaat met name van het feit uit.
Anderen gaan, zoals de term suggereert, uit van de dader. Shover en Wright (2000) stellen dat de achtergrond van de dader een beter aanknopingspunt is voor het maken van onderscheid tussen strafbare feiten, aangezien de wet slechts een neutrale omschrijving van gedrag geeft.
Een derde benadering gaat uit van het routinematige en geplande karakter van witteboordencriminaliteit zoals Appelbaum en Chambliss (1997, 117). Veel gevallen van witteboordencriminaliteit zijn inderdaad het resultaat van een van tevoren uitgedachte of in de loop der tijd gegroeide strategie.
Samenvattend zou men dus ervan uit kunnen gaan dat wittenboordencriminaliteit gepleegd wordt door personen van hoge sociale status en gekarakteriseerd wordt door een zekere planmatigheid en afwezigheid van geweld of bedreiging.

## Onderscheid met andere vormen van criminaliteit
Witteboordencriminaliteit neemt een aparte plaats in tussen de strafbare feiten. Het heeft de reputatie een vrij 'onschuldige vorm van criminaliteit' te zijn, waarbij de daders vrijwel niet gepakt worden. Wanneer ze alsnog tegen de lamp lopen, lijkt het alsof ze er makkelijk van af komen. Hierin verschilt witteboordencriminaliteit wezenlijk van blauweboordencriminaliteit en andere vormen van criminaliteit.
Hoewel er bij witteboordencriminaliteit niet direct een slachtoffer is aan te wijzen, kunnen de implicaties wel degelijk ernstig zijn. Het misdrijf is weliswaar niet tegen een individu maar tegen een collectief gericht (bank, belastingdienst, verzekeraar), maar dit collectief zou niet kunnen functioneren wanneer de schade toegebracht door fraude te groot zou worden. Uiteindelijk zijn daar veel meer mensen de dupe van, en kan het ertoe leiden dat het vertrouwen in het systeem wegvalt. Een voorbeeld hiervan is de crisis in Albanië in 1997, veroorzaakt door middel van ponzifraude.
Witteboordencriminelen lijken door verschillende oorzaken makkelijker de dans te ontspringen en minder snel te worden gepakt. Uiteraard kunnen ze zich door hun hoge status de beste advocaten veroorloven die hen verdedigen. In sommige jurisdicties kunnen witteboordencriminelen zelfs gebruikmaken van omkoping of beïnvloeding van magistraten en wetgevers. De schade is bovendien lastig te achterhalen en uit zich in veel gevallen ook slechts indirect, bijvoorbeeld door koersdaling van effecten. Ook kan men wellicht in sommige gevallen besluiten niet tot vervolging over te gaan omdat een onderneming een bepaald maatschappelijk belang vertegenwoordigt. Wanneer bijvoorbeeld een bedrijf vervolgd wordt voor milieufraude zijn uiteindelijk ook de volstrekt onschuldige werknemers en onwetende aandeelhouders hiervan de dupe.
Ten slotte is witteboordencriminaliteit voor veel mensen ver van hun bed en ook veel minder schokkend door de afwezigheid van geweld (vergelijk een geval van 'zinloos geweld' met iemand die 1 miljoen euro verduistert). Dit beïnvloedt de eventuele politieke en maatschappelijke druk om witteboordencriminaliteit aan te pakken.

## Voorbeelden van witteboordencriminaliteit
- Bepaalde vormen van bedrog
- Belastingfraude
- Bouwfraude
- Corruptie
- Handel met voorkennis en andere vormen van effectenfraude
- Jaarrekeningenfraude
- Milieufraude
- Valsheid in geschrifte
- Verduistering (misdrijf)